# Де Верж
Де Верж (фр. Deux-Verges) насеље је и општина у централној Француској у региону Оверња, у департману Кантал која припада префектури Сен Флур.
По подацима из 2011. године у општини је живело 56 становника, а густина насељености је износила 5,0 становника/km². Општина се простире на површини од 11,2 km². Налази се на средњој надморској висини од 1020 метара (максималној 1.286 m, а минималној 959 m).

## Демографија
| 1962. | 1968. | 1975. | 1982. | 1990. | 1999. | 2011. |
| ----- | ----- | ----- | ----- | ----- | ----- | ----- |
| 52    | 63    | 64    | 69    | 59    | 61    | 56    |

График промене броја становника у току последњих година